# Балаяж
Балаяж (від фр. balayage — «мести», «вимітати») — це техніка фарбування волосся, при якому висвітлюються окремі пасма для створення красивого колірного контрасту. Застосування цього способу дозволяє досягти природного кольору волосся, подібно до того, як вигорає волосся влітку.

Балаяж

Була розроблена в 70-х роках у Парижі та отримала назву «Balayage à Coton», оскільки колористи використовували (а деякі й досі використовують) бавовняні смужки, щоб відокремити кольорові пасма від незайманих. 
При балаяжі стиліст вибирає шматочки волосся, щоб вручну намалювати мелірування або пофарбувати безпосередньо на волоссі, створюючи більш природний, «ледь помітний» світлий вигляд, а не традиційну техніку мелірування. Фарба наноситься на поверхню волосся вертикальними мазками, ніби змахується з пасом волосся, при цьому не насичує волос повністю, а тільки поверхнево, щоб вийшов м'який ефект переходу від одного кольору до іншого. 
Техніку балаяжу можна назвати довільною, тому що вона не включає використання фольги або додаткових матеріалів, окрім пензля і фаховості майстра для створення основних відблисків. Балаяж можна використовувати навіть у найкоротшій стрижці піксі, проте найкращий результат досягається на волоссі нижче плечей. .